# دیوار فولکه
دیوار فولکه (به انگلیسی: Folkewall) ساختاری است با عملکرد دوگانه از گیاهان در حال رشد و فاضلاب تصفیه شده، که توسط فولکه گونتر در سوئد طراحی شده‌است.
این ساختار(Folkewall) الهام گرفته ازSanitas wall در پروژه مزرعه SANITAS دکتر گوستاو نیلسون در بوتسوانا است. این روش باعث استفاده بهینه از فضا با انجام دو عملکرد اساسی: رشد عمودی گیاه و تصفیه فاضلاب می‌باشد. این سیستم همچنین به عنوان یک دیوار زندگی یا دیوار سبز شناخته شده‌است.

## طراحی
طراحی اولیه یک دیوار از قطعات بتون تو خالی با محفظه باز در یک یا هر دو طرف دیوار است. حفره‌ها با مواد بی اثر مانند شن، دانه رس منبسط، پرلیت یا ورمیکولیت پر شده‌اند. این طراحی اجازه چکیدن آب را در طولانی‌ترین مسیر هدایت ممکن در امتداد طول دیوار در میان سنگریزه‌ها را می‌دهد.
آب به بالا آورده می‌شود و با دنبال کردن یک الگوی زیگ‌زاگ داخل دیوار نفوذ می‌کند. همان‌طور که ریشه گیاهان در میان مواد بی اثر رشد می‌کند و مواد غذایی را از آب می‌گیرد. لایه‌ای نازک از باکتری‌های مفید بر روی سنگریزه‌ها رشد می‌کنند، و مواد مغذی در فاظلاب نفوذ می‌کند. در پایین دیوار یک ظرف، آب تصفیه شده را جمع‌آوری می‌کند، که پس از آن می‌توان برای استفده خانگی و غیرقابل شرب، و برای آبیاری باغ استفاده کرد یا می‌توان آن را به بالای دیوار بازگرداند

## سایر ملاحظات
گیاهان مورد استفاده
از آنجا که برداشت گیاهان بخشی از فرایند تصفیه است، محصولات گیاهی (گیاهان علفی) سریع رشد به ویژه برای دیوار فولکه مناسب هستند. محصولات غذایی یک ساله خوب هستند، از چندساله‌ها مثل درختان و درختچه‌ها باید اجتناب شود.
آب خاکستری
آب تغذیه گیاهان در دیوار باید عاری از فلزات سنگین و / یا آلاینده‌های نا امن، به ویژه زباله‌های انسانی باشد. این، نیاز به استفاده از توالت‌های منبع جدا دارد.

## مزایای استفاده
- استفاده بهتر از آب خاکستری. اغلب تبخیرها از طریق برگ‌های گیاه اتفاق می‌افتد، که باعث می‌شود این روش به ویژه در مناطق خشک مفید باشد. دیوار فولکه از این جنبه استفاده می‌کند.
- استفاده موثرتر از منطقه. برای مثال در گلخانه‌ها یا دیگر مناطق جداره دار، جایی که یک دیوار به عنوان یک دستگاه تصفیه گنداب‌ها استفاده می‌شود، همچنین به عنوان یک مبدل حرارتی و بافر کار می‌کند.
- بنابراین با تراوش آب پاک این آب می‌تواند به عنوان آب آبیاری استفاده می‌شود.
- در آب و هوای گرم، برای خنک کردن ساختمان دیوار را می‌توان در سمت آفتابی استفاده کرد.
- خانه‌سازی کم‌هزینه: استفاده ترکیبی از دیوارهای فولکه و توالت با منبع جدا. هزینه‌ها را در حدود ۳۰٪ کاهش می‌دهد. [۳]